# South Beach Tow
South Beach Tow (no Brasil, Os Rebocadores De South Beach) foi uma série de televisão americana de formato reality show, que retrata o cotidiano da companhia de reboques Tremont Towing. Embora o programa seja uma ficção, a Tremont Towing é uma empresa verdadeira de reboque em Miami. A série estreou no Brasil em 13 de dezembro de 2012 na truTV.

## Enredo
O show gira em torno da empresa de remoções Tremont Towing localizada em South Beach, Miami, cujos funcionários trabalham na remoção de veículos estacionados de forma irregular, enfrentando todos os dias a oposição dos legítimoys proprietários. A série também retrata a disputa entre a Tremont e companhias de remoções rivais Finest Towing e Goodfella's Towing & Recovery.

## Elenco

### Gerentes
- Robert Ashenoff Sr - fundador da Tremont Towing
- Christie Ashenoff - Gerente geral
- Robert Ashenoff Jr. - co-gerente
- Gil Perez - co-gerente
- Lakatriona "Bernice" Brunson - assistente de gerente

### Condutores
- Robert Ashenoff Jr (condutor "sênior")
- Davy Desoto
- Eddie Del Busto
- Jerome "J-Money" Jackson
- Nikki
- Bernice

## Temporadas
| Temporada | Temporada | Episódios | Estreia                | Final                  |
| --------- | --------- | --------- | ---------------------- | ---------------------- |
|           | 1         | 21        | 20 de julho de 2011    | 23 de maio de 2012     |
|           | 2         | 26        | 19 de setembro de 2012 | 14 de agosto de 2013   |
|           | 3         | 26        | 30 de outubro de 2013  | 25 de junho de 2014    |
|           | 4         | 14        | 10 de setembro de 2014 | 10 de dezembro de 2014 |